# Сан Мауро Кастелверде
Сан Ма̀уро Кастелвѐрде (на италиански: San Mauro Castelverde, на сицилиански Santu Mauru, Санту Мауру) е село и община в Южна Италия, провинция Палермо, автономен регион и остров Сицилия. Разположено е на 1050 m надморска височина. Населението на общината е 1737 души (към 2014 г.).